# Diables del Carmel
La colla de Diables del Carmel es va fundar l'any 1985 a iniciativa d'un grup de veïns del barri molt afeccionats al món del foc. L'any 1988 va néixer el drac Capallà, que esdevingué la primera bèstia de foc de la colla i que va ser apadrinat pel Drac de Sants. L'altre drac de la colla és el Jussà.
Als espectacles, el Diables del Carmel hi han incorporat un element teatral que obre o tanca els correfocs. És la Porta de l'Infern, una construcció que simula un portal que dona accés a l'infern.
A més del grup d'adults, la colla de diables en té un d'infantil creat l'any 1993, els Banyetes d'Horta, que ja va participar en la II Trobada de Colles de Diables Infantils de Barcelona celebrada el 1994 al barri de la Verneda. Els menuts tenen les pròpies figures festives: el Petit i el Banyut.
Com que la colla de Diables del Carmel forma part d'algunes entitats cíviques, la relació que té amb el barri i la ciutat és molt activa. Fruit d'això, s'encarrega d'organitzar activitats pròpies i participa en les que promouen grups de diables o associacions i institucions diverses.